# Piano Werner

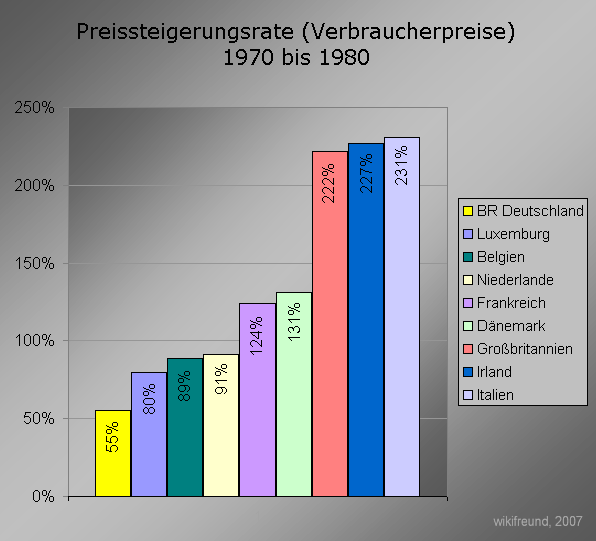
Aumento dei prezzi negli Stati membri della CE dal 1970 al 1980

Il Piano Werner venne presentato, nel 1970, da una commissione di esperti guidata dall'allora primo ministro lussemburghese Pierre Werner, istituita al vertice dell'Aia del 1969.

## Descrizione
Prevedeva di creare un'unione monetaria in quella che allora era la Comunità economica europea e di introdurre una moneta unica entro il 1980. Ma il piano era probabilmente troppo in anticipo sui tempi e fallì. Un fattore importante fu che con il crollo del sistema di Bretton Woods, come risultato della politica monetaria del presidente degli Stati Uniti Nixon nell'agosto 1971 (ovvero la fine della convertibilità del dollaro in oro) e della crisi del petrolio greggio nel 1973, il sistema monetario internazionale era completamente in subbuglio. Nella prima fase del Piano Werner (gennaio 1971-dicembre 1973) si doveva rafforzare il coordinamento della politica economica e anche quello della politica monetaria e del credito. Anche la liberalizzazione dei movimenti di capitali avrebbe dovuto essere accelerata. Inoltre, erano previste misure iniziali per risolvere i problemi strutturali e regionali e un'armonizzazione delle tasse.
Scoppiò una controversia centrale tra economisti e monetaristi. I primi prevedevano prima il coordinamento delle politiche economiche (soprattutto Germania e Paesi Bassi), mentre i secondi miravano al coordinamento valutario (Francia, Belgio e Lussemburgo). Il piano Werner raccomandava un approccio parallelo. Il 22 marzo 1971 il Consiglio concordò la graduale attuazione dell'Unione economica e monetaria (UEM). Come accennato, l'intero progetto fallì a causa delle condizioni quadro catastrofiche. Solo un'unione europea del tasso di cambio (il cosiddetto "serpente monetario") sopravvisse alla crisi. Alla fine, solo la Repubblica Federale di Germania, i Paesi Bassi, il Belgio, il Lussemburgo e la Danimarca vennero coinvolti nel "blocco valutario", che consentiva fluttuazioni dei tassi di cambio tra le valute partecipanti solo entro limiti ristretti. Gli altri paesi della CE si erano defilati perché il valore delle loro valute era sceso così rapidamente da non poter mantenere tassi di cambio stabili. Fu solo nel 1979 che fu fatto un terzo tentativo con il Sistema monetario europeo (SME) per realizzare una stretta cooperazione di politica economica e monetaria nella CE, adottando anche gli AEC I (Accordi Europei di Cambio nella loro prima versione, durati fino all'introduzione dell'euro). L'Unione economica e monetaria europea (UEM) venne finalmente introdotta gradualmente dal 1990, e l'euro come moneta comune nel 1999.